# بوغن
بوغن (بالألمانية: Bogen, Germany) هي بلدة ألمانية تقع في ألمانيا في منطقة اشتراوبينغ-بوغن.

## المدن التوأمة
مدن أركو، Arthez-de-Béarn، شوتن (مدينة) و Wilhering هي مدن توأمة لـبوغن.

## أعلام
- ديتر فراي